# Bourrou
Bourrou település Franciaországban, Dordogne megyében. Lakosainak száma 132 fő (2022. január 1.). Bourrou Manzac-sur-Vern, Villamblard, Douville, Grun-Bordas, Jaure és Saint-Paul-de-Serre községekkel határos.

## Népesség
A település népességének változása:
| Lakosok száma | 189  | 176  | 155  | 156  | 131  | 133  | 128  | 124  | 124  | 132  |
|               | 1968 | 1982 | 1990 | 2006 | 2013 | 2015 | 2017 | 2019 | 2020 | 2022 |